# Mory Abbey Military Cemetery
Le Mory Abbey Military Cemetery, cimetière militaire britannique de Mory est un cimetière militaire de la Première Guerre mondiale, situé sur le territoire de la commune de Mory, dans le département du Pas-de-Calais, au sud d'Arras.

## Localisation
Ce cimetière est situé au bord la D 36, au nord-est, à côté du cimetière communal, juste à la limite des premières habitations.

## Histoire

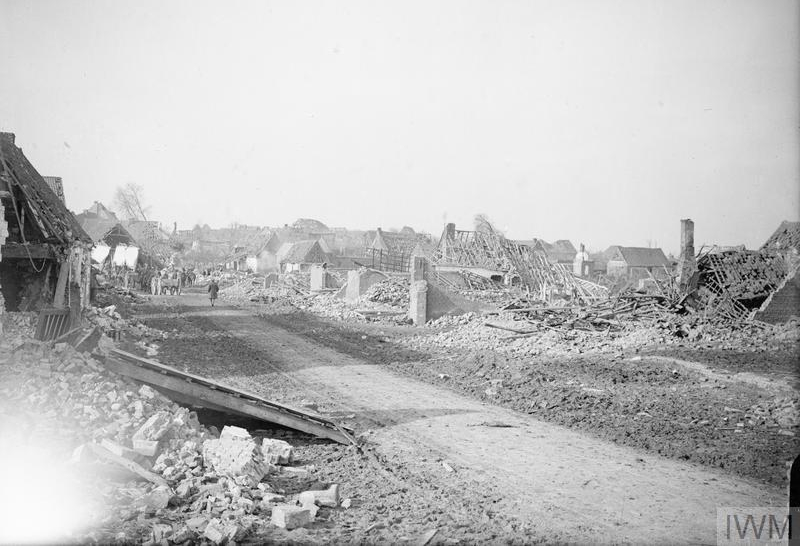
Les ruines du village en 1918.

Aux mains des Allemands depuis le début de la guerre, le village de Mory est occupé par les troupes du Commonwealth à la mi-mars 1917 à la suite du retrait des troupes allemandes sur la ligne Hindenburg. Il est perdu après une défense opiniâtre par les 40e et 34e divisions britanniques en mars 1918 et repris vers la fin du mois d'août suivant, après de violents combats, par le 62e West Riding (en).
Ce cimetière a été commencé fin mars 1917 pour inhumer les victimes des combats et poursuivies par des unités combattantes jusqu'à mars 1918, puis de nouveau en août et septembre 1918.
Les inhumations allemandes dans une parcelle du côté ouest du cimetière ont été faites de mars à août 1918 lors de l'occupation du secteur par les troupes allemandes.  Le cimetière militaire de l'abbaye de Mory contient 619 sépultures du Commonwealth de la Première Guerre mondiale dont 101 ne sont pas identifiées. Le cimetière contient également 230 sépultures allemandes.

## Caractéristiques
Ce caste cimetière a un plan rectangulaire de 90 m sur 50 et est clos par un muret de briques. Ce cimetière a été créé par les architectes britanniques Edwin Lutyens et George Hartley Goldsmith  (d).

## Galerie

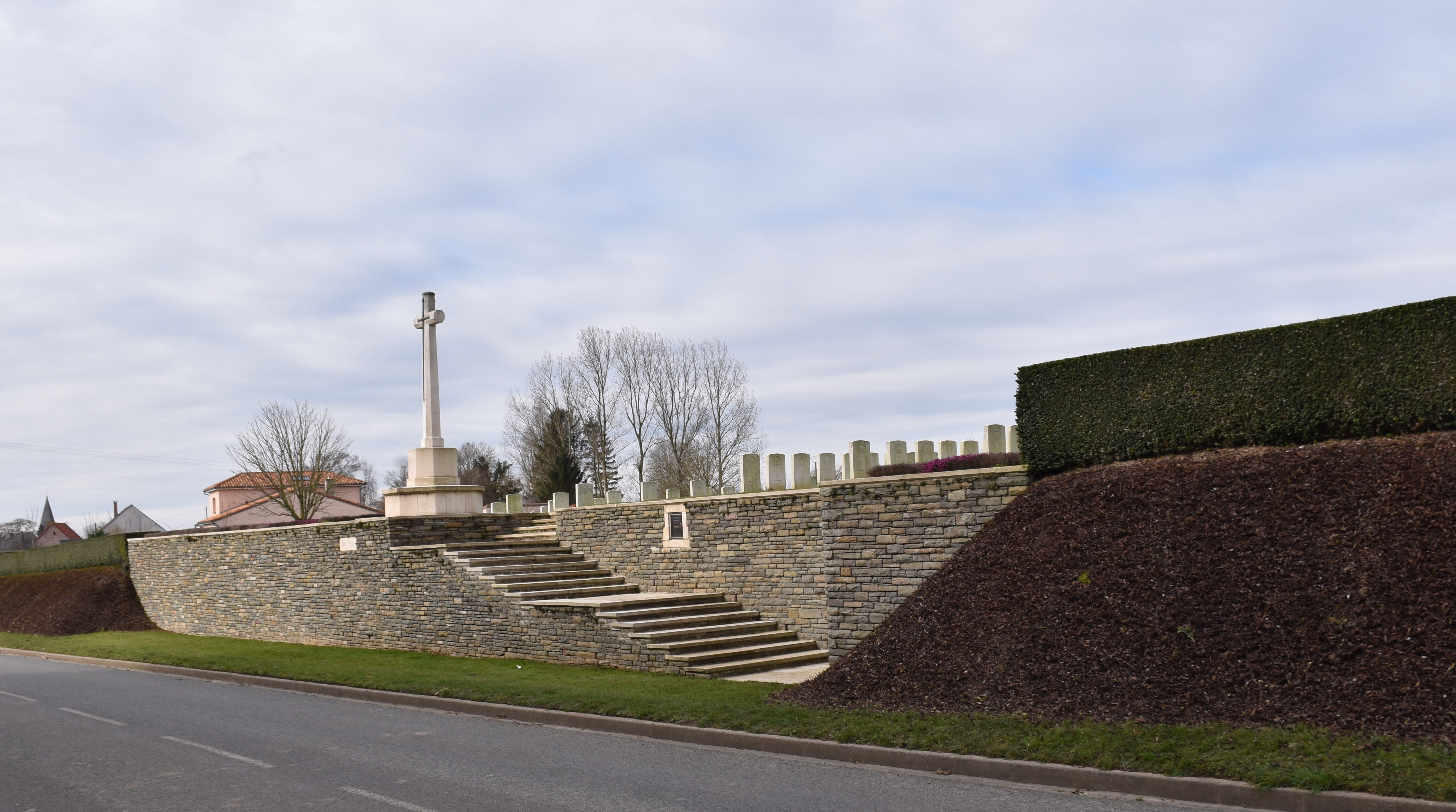
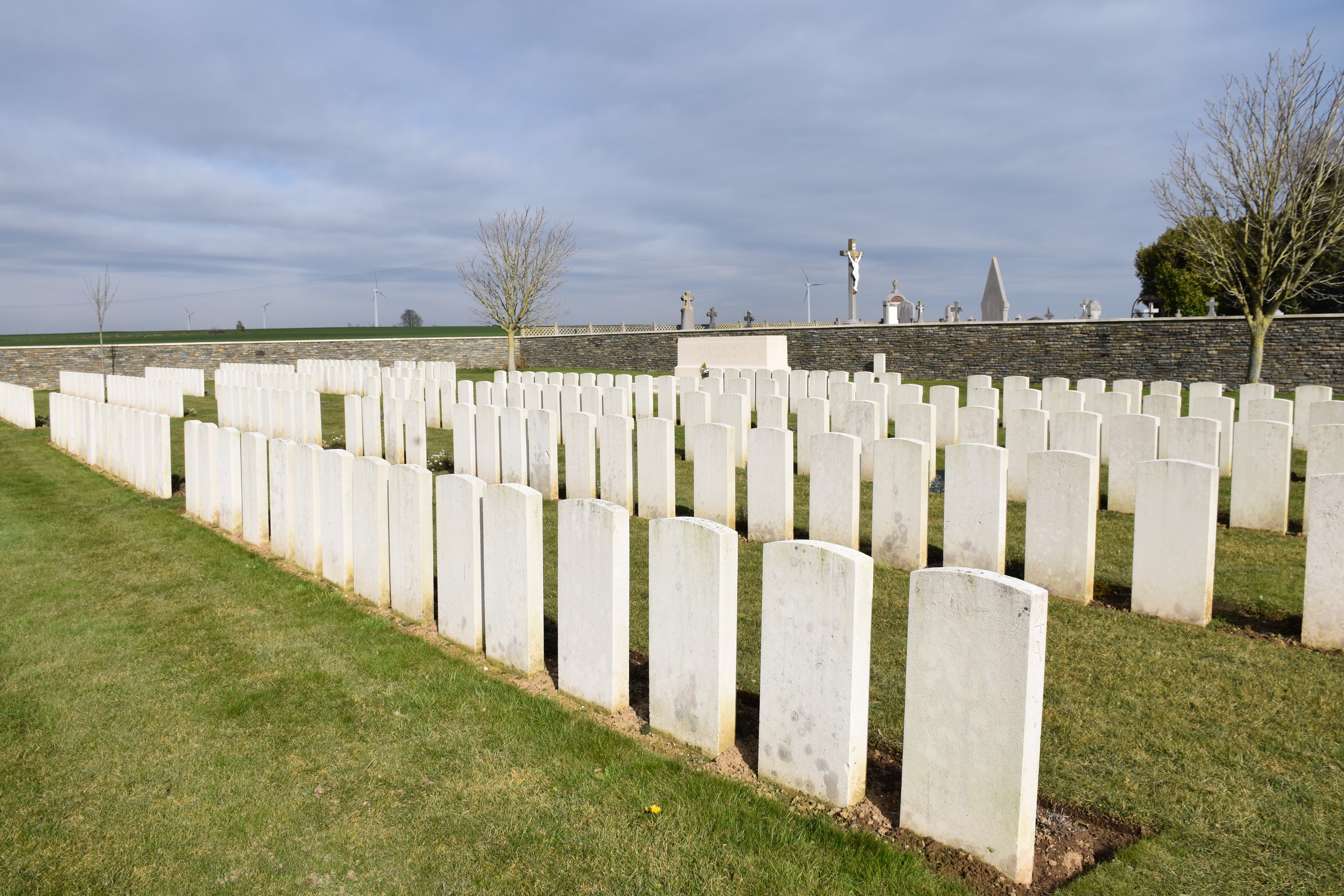
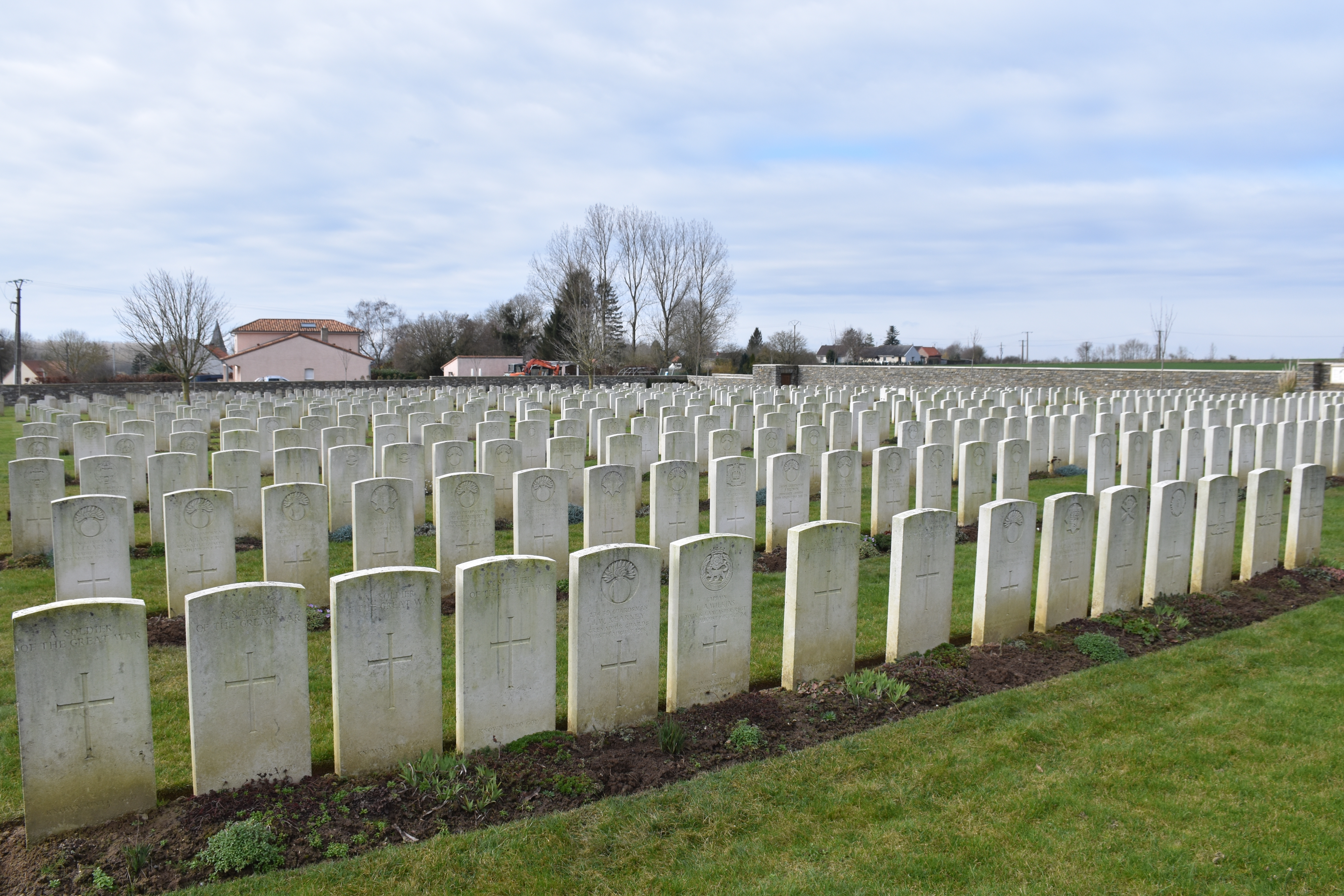
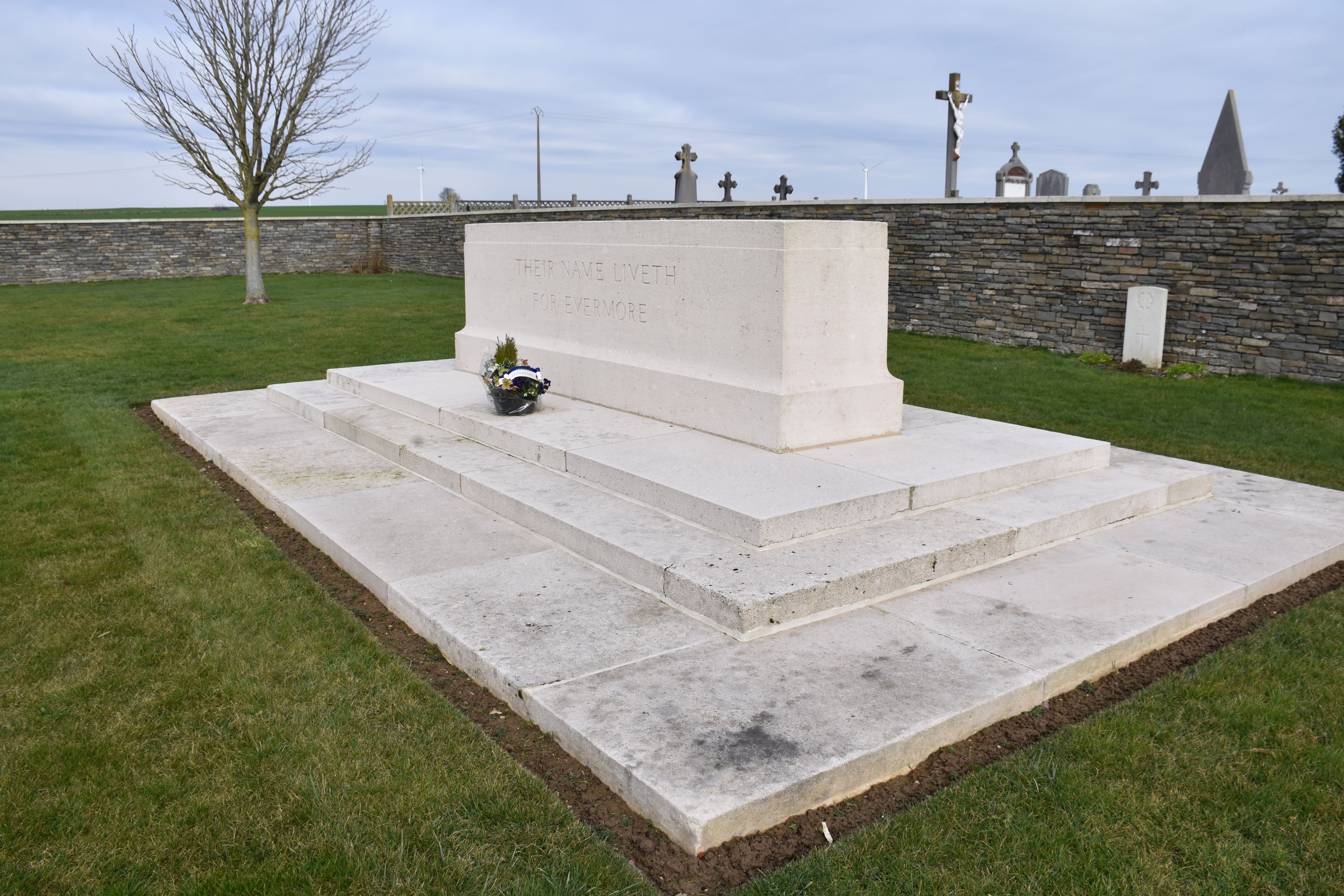
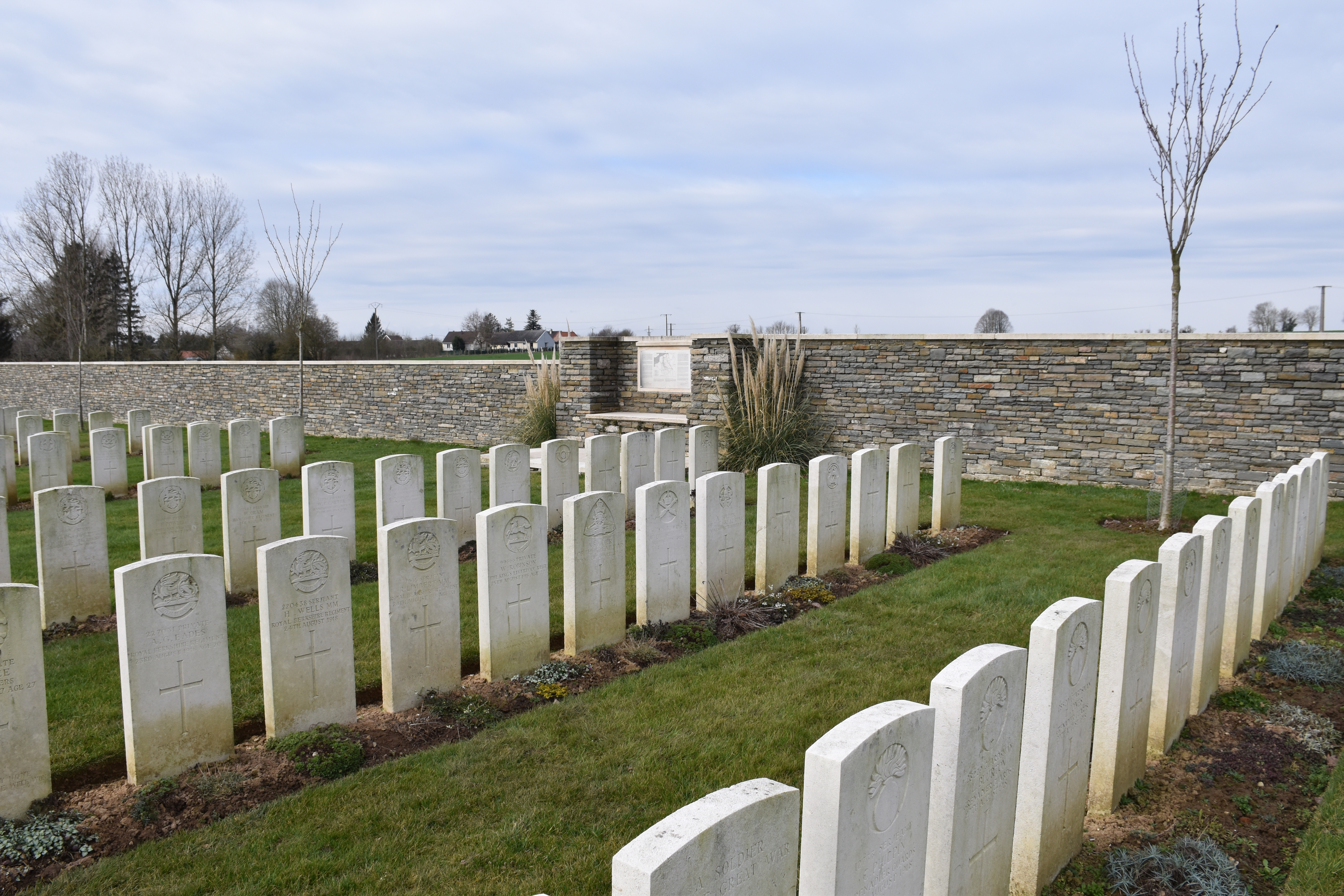
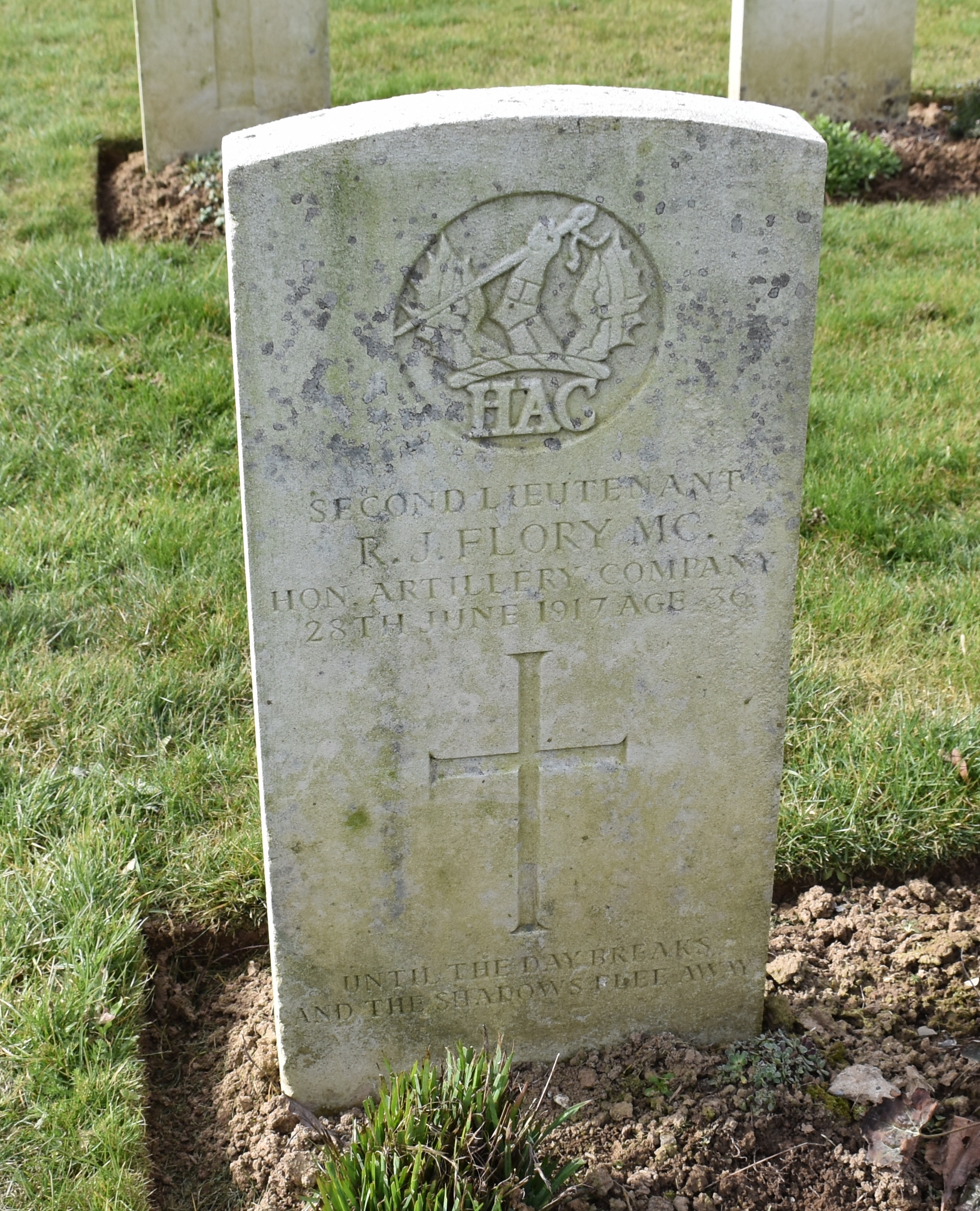

## Sépultures
| Pays             | Sépultures |
| ---------------- | ---------- |
| Royaume-Uni      | 616        |
| Australie        | 1          |
| Nouvelle-Zélande | 1          |
| Afrique du Sud   | 1          |
| Allemagne        | 230        |
| Total            | 849        |

## Pour approfondir